# Raimondo Girgis
Raimondo Girgis, OFM (Damasco, 6 de janeiro de 1967) é um sacerdote sírio-católico, franciscano.
Raimondo Girgis nasceu em Damasco, Síria, em 6 de janeiro de 1967. Ingressou na Ordem dos Frades Menores em 25 de agosto de 1988, na Porciúncula de Assis, aceitando o hábito religioso do geral da ordem, John Vaughn. Concluiu o noviciado no mosteiro franciscano de Gizé, Egito. Fez a primeira profissão religiosa em 29 de setembro de 1989. Durante seus estudos filosóficos e teológicos no Colégio Teológico de Jerusalém, fez a profissão perpétua em 18 de outubro e foi ordenado diácono em 27 de dezembro de 1992. Foi ordenado sacerdote em Latakia, Síria, em 23 de julho de 1993. É membro da Custódia da Terra Santa.
Depois foi enviado a Roma para estudos especializados em direito canônico. Em 1997 defendeu a tese de bacharelado e em 2002 o doutorado no Pontifício Instituto Oriental. Nos anos 2013-2016 trabalhou na Síria, servindo como pároco e guardião. Foi vigário geral do Vicariato Apostólico de Aleppo. Foi membro da comissão episcopal para a família e da comissão de direito canônico (2014–2022). Nos anos 2008-2011, participou nos trabalhos da comissão da Caritas Síria. O Padre Girgis publicou trabalhos acadêmicos sobre direito canônico em árabe e italiano. Foi juiz dos tribunais do Patriarcado da Igreja Greco-Católica em Damasco e Aleppo. Ele trabalha como professor universitário.
Após a renúncia do Bispo Georges Abou Khazen como Vigário Apostólico de Aleppo, o Papa Francisco nomeou o Padre Raimond Girgis em 29 de junho de 2022, como Administrador Apostólico Latino sede vacante do Vicariato Apostólico de Aleppo.